# Georg Heusel
Georg Heusel (* 24. April 1921 in Gomaringen; † 15. Februar 2014 in Völklingen/Geislautern) war ein deutscher Architekt und Immobilienunternehmer.

## Leben und Wirken
Während des Wehrdienstes im Zweiten Weltkrieg kam Heusel in russische und französische Kriegsgefangenschaft. In französischer Kriegsgefangenschaft musste er so an der französischen Grenze und dem in der französischen Besatzungszone liegenden Saarland zum Wiederaufbau beitragen. Hier erkannte der saarländische Architekt Franz Wagner junior mit Sitz des Architekturbüros in Völklingen sein Talent für die Architektur in der Theorie und Praxis. Dieser förderte Georg Heusel und bot ihm nach dem Studium der Architektur an der „Staatlich Höheren Technischen Lehranstalt Saar“ (spätere HTW Saar) die Festanstellung in seinem Büro an.
Das Architekturbüro Wagner war maßgeblich an dem Wiederaufbau Völklingens aber auch des ganzen Saarlandes beteiligt. Hier wurde zunächst der Schwerpunkt im privaten Sektor gelegt, wobei sich Wagner durch die Bauleitung der evangelischen Versöhnungskirche in Völklingen im Jahr 1928 auch in diesem Bereich profilieren konnte. 
Nachdem Georg Heusel sich als erfolgreicher Architekt im Saarland, aber auch grenzüberschreitend erwiesen hatte, nahm er ein Angebot Wagners an, Partner des expandierenden Architekturbüros zu werden. Durch die stetig steigende Anfrage wurde so auch der Schwerpunkt auf Kirchen-, Wirtschafts- und Geschäftsbauten erweitert. Zwischenzeitlich übernahm Georg Heusel in den 1960er-Jahren die Gesamtleitung des Architekturbüros und wurde zum alleinigen Inhaber des umbenannten Architekturbüros Heusel. 
Die vielseitigen Bauten des Architekten Georg Heusel können bis heute in ganz Deutschland sowohl im öffentlichen als auch privaten Raum betrachtet werden, wie beispielsweise im Saarland in der Mittelstadt Völklingen die 1965/66 erbaute neuapostolische Kirche oder auch die katholische Pfarrkirche Maria Himmelfahrt in Geislautern, die unter der Leitung des Architekturbüros in den 1970er- und 1980er-Jahren grundlegend saniert wurde.